# Mads Aaquist
Mads Aaquist (31 dicembre 1994) è un calciatore danese, centrocampista svincolato.

## Caratteristiche tecniche
Prevalentemente, viene schierato come centravanti.

## Carriera

### Club
Asante iniziò la carriera nel Copenaghen e, nel 2014, metà della stagione in prestito all'Horsens ed il 21 gennaio 2015 venne ceduto all'Helsingør.

### Nazionale
Ha giocato in tutte le nazionali giovanili danesi comprese tra l'Under-16 e 'Under-20.

## Palmarès

### Club

#### Competizioni nazionali
- 1. Division: 1

Viborg: 2020-2021